# Podemos (hiszpańska partia polityczna)
Podemos – lewicowa partia polityczna działająca w Hiszpanii, utworzona w marcu 2014 roku przez Pablo Iglesiasa na bazie protestów przeciwko cięciom budżetowym w Hiszpanii w latach 2011–2012.
Od 2016 roku partia jest częścią koalicji pod nazwą Unidas Podemos.

## Historia
Partia została zarejestrowana w marcu 2014. Jej nazwa znaczy po hiszpańsku Możemy lub Damy radę; wbrew pojawiającym się w mediach doniesieniom nie nawiązuje ona do sloganu wyborczego Baracka Obamy, lecz do hasła latynoamerykańskich związkowców z lat 70. Podemos początkowo dążyło do utworzenia jednolitej listy wyborczej ugrupowań lewicowych innych niż dominująca PSOE. Zjednoczona Lewica, która była największą z takich partii stanowczo jednak odrzuciła możliwość sojuszu.
Celem wyłonienia kandydatów do Parlamentu Europejskiego partia zorganizowała prawybory, w których mogły startować osoby wskazane przez „okręgi” lokalne lub tematyczne. Kandydaci zobowiązali się po ewentualnym wyborze pobierać pensję w wysokości trzykrotnej płacy minimalnej, a resztę wynagrodzenia przekazywać partii lub organizacjom społecznym o podobnym charakterze. W prawyborach otwartych dla każdego chętnego zagłosowało ok. 33 tys. ludzi. W wyborach do Parlamentu Europejskiego w maju tego samego roku partia zdobyła 1,2 miliona głosów (8%) i uzyskała 5 z 54 mandatów przypadających Hiszpanii w Parlamencie Europejskim. Jeden ze zdobytych mandatów przypadł przedstawicielce Lewicy Antykapitalistycznej. Zaraz po wyborach eurodeputowani zdecydowali o przekazywaniu większości swojego uposażenia na rzecz partii, a jeden z eurodeputowanych zrzekł się go w całości. Zjednoczona Lewica po wyborach zaczęła rozważać współpracę z Podemos, gdyż nowe ugrupowanie nie odebrało jej elektoratu. Ugrupowania prawicowe zarzuciły natomiast partii antysystemowość i chęć obalenia podstaw ustrojowych państwa.

## Ideologia
Partia wywodzi się z ruchu Oburzonych, ale unika jednoznacznego powiązania z ruchem, nie chcąc go zawłaszczać. Podemos jest krytyczna w stosunku do partii głównego nurtu, które uważa za strażników status quo. Podemos nawiązuje do tradycji przedwojennej Republiki Hiszpańskiej. W sferze gospodarczej sprzeciwia się rosnącym nierównościom społecznym, postuluje znalezienie nowego modelu redystrybucji bogactwa, wprowadzenia budżetów partycypacyjnych, zwiększenia roli demokracji bezpośredniej i konsultacji społecznych, skuteczniejszej walki z korupcją, zagwarantowania praw imigrantom, wprowadzenia pensji socjalnej dla każdego obywatela, ustanowienia płacy maksymalnej, obniżenia wieku emerytalnego do 60 roku życia, większej przejrzystości finansów dużych przedsiębiorstw i ostrzejszych kar za przestępstwa podatkowe. W zakresie polityki międzynarodowej jest proeuropejska, ale wyraża niezadowolenie z funkcjonowania Unii Europejskiej przez co klasyfikowana jest jako partia eurosceptyczna. Partia deklaruje przynależność w Parlamencie Europejskim do grupy Zjednoczona Lewica Europejska – Nordycka Zielona Lewica. Pod względem ideowym partia określana jest jako reprezentująca nurt socjalizmu demokratycznego, socjaldemokracji alterglobalizmu i na rzecz demokracji bezpośredniej.